# Gusztáv tyúkja
A Gusztáv tyúkja a Gusztáv című rajzfilmsorozat első évadának huszonharmadik epizódja.

## Rövid tartalom
Gusztáv segítőtársa és barátja a tojásból kikelt és hatalmasra megnőtt csirke lesz.

## Alkotók
- Rendezte: Dargay Attila
- Írta: Dargay Attila, Nepp József
- Zenéjét szerezte: Pethő Zsolt
- Operatőr: Harsági István, Henrik Irén
- Hangmérnök: Horváth Domonkos
- Vágó: Czipauer János
- Háttér: Szálas Gabriella
- Rajzolták: Dékány Ferenc, Szemenyei András, Tóth Sarolta
- Színes technika: Dobrányi Géza, Kun Irén
- Gyártásvezető: Bártfai Miklós

Készítette a Pannónia Filmstúdió.